# Charles George Gass
Pour les articles homonymes, voir Gass.
Charles George Gass (né le 18 avril 1898 à Chelsea et mort en mars 1977 à Fulham) est un pilote de chasse britannique.
Avec 39 victoires, il est l'un des as de l'aviation de la Première Guerre mondiale.
Après avoir travaillé au General Post Office entre les deux guerres, il est rappelé dans la Royal Air Force (RAF) pour la Seconde Guerre mondiale.